# 若山幹晴
若山 幹晴（わかやま まさはる、1987年7月20日 - ）は、日本の実業家。ポケトーク株式会社代表取締役社長兼COO。

## 来歴

### P&G・ジーユー時代
名古屋大学大学院工学研究科機械システム工学専攻を修了後、2013年4月にP&Gジャパン合同会社に新卒入社。ブランドマネージャーとして、日本およびシンガポールで勤務する。
その後、株式会社ファーストリテイリンググループの株式会社ジーユーに転職。マーケティングおよび広報・PR領域を幅広く担当し、同社最年少でマーケティング部長に就任した。

### 独立
2021年に独立し、企業のマーケティング活動を支援する株式会社ワカパルを設立、代表取締役に就任。同時に、地域企業のマーケティング支援を行う株式会社協働日本のCMOにも就任している。

### ポケトークへの参画
2021年、AI通訳機「ポケトーク」の生みの親である松田憲幸と出会ったことをきっかけに、当初は業務委託としてポケトーク事業のマーケティングに携わる。
2022年2月、ソースネクスト株式会社（現・ソースネクスト・グループ株式会社）からポケトーク事業が分社化し、ポケトーク株式会社が設立されると、取締役に就任。その後、取締役兼CMO（最高マーケティング責任者）として、同社のマーケティング戦略を統括した。
2024年、代表取締役社長兼COO（最高執行責任者）に就任。

## 人物
- 自身も留学経験があり、言語の壁を身をもって実感したことが、ポケトーク事業に携わる一因となっている[5]。

## 主な役職
- ポケトーク株式会社 代表取締役社長 兼 COO
- 株式会社ワカパル 代表取締役
- 株式会社協働日本 CMO